# Памятник воинам 77-й стрелковой дивизии
Памятник воинам 77-й Краснознамённой Ордена Суворова Симферопольской стрелковой дивизии имени С. Орджоникидзе — мемориальный комплекс, установленный в городе Севастополь, на Сапун-горе в честь азербайджанских бойцов 77-й стрелковой дивизии, принимавших участие в освобождении Крыма и штурме Сапун-горы в годы Великой Отечественной войны.

## Исторические события
Весной и летом 1943 года 77-я стрелковая дивизия получила пополнение из Азербайджана в составе 1 500 бойцов и командиров. 13 апреля 1944 года 77-я дивизия совместно с другими частями и соединениями Красной Армии освободила Симферополь, взяв пленными около тысячи гитлеровцев. Указом Президиума Верховного Совета СССР дивизии было присвоено почетное наименование Симферопольская. 613 бойцов и командиров дивизии были награждены орденами и медалями СССР.
7 мая 1944 года в 10 часов 30 минут советские войска перешли в наступление на участке Сапун-гора — Карань. По всему фронту завязались кровопролитные бои. Особенно ожесточенными они были в районе Сапун-горы, где часами длился бой за каждую траншею. В 19 часов 30 минут воины 77-й и 32-й гвардейской стрелковых дивизий первыми вышли на гребень Сапун-горы. Боец 77-й дивизии Абдулазиз Курбанов во время штурма под огнём врага достиг вершины и водрузил Красное Знамя над Сапун-горой.
К исходу дня 9 мая был полностью освобожден Севастополь. 12 мая в районе мыса Херсонес капитулировали остатки немецко-фашистской группировки. Крымская наступательная операция закончилась победой советских войск.

## История памятника
Мемориальный комплекс был установлен  на месте боев у подножия Сапун-горы, у шоссе Севастополь — Ялта в 1974 году по инициативе первого секретаря ЦК Компартии Азербайджанской ССР Гейдара Алиева в честь воинов 77-й стрелковой дивизии. Авторами монумента являются скульптор О. Г. Эльдаров, архитекторы Ф. Б. Сеид-Заде, Р. М. Шарифов, инженер Ю. Д. Дубнов. Медно-латунные скульптуры, мраморные плиты и даже песок были доставлены в Севастополь из Баку. Сам Гейдар Алиев, его жена Зарифа, дочь Севиль и 14-летний сын Ильхам также присутствовали на открытии памятника. Надпись на памятнике гласит:
Бесстрашным сынам и дочерям Азербайджана

— участникам штурма Сапун-горы /май 1944 г./

— воинам 77-й Краснознамённой Ордена Суворова

Симферопольской стрелковой дивизии

имени С. Орджоникидзе

Дивизия сформирована в 1920 году в Баку

Участвовала в боях за освобождение Кавказа, Украины, Прибалтики

от немецко-фашистских захватчиков
В начале октября 2009 года мемориал был частично разрушен вандалами. От памятника были отрезаны куски, разбиты гранитные плитки. Вандалы буквально вырвали из стены мемориала одну из скульптур, а затем отпилили у фигуры солдата ноги и оружие. Отмечается, что организатором акта вандализма в отношении памятника выступил Эдуард Аракелян, 1962 года рождения, гражданин Грузии. Он уговорил местного жителя Андрея Ганина, 1967 года рождения, совершить акт варварства по отношению к памятнику. Сообщники разрезали его по частям, сдали в пункт по приёму металлолома. Аракеляна и Ганина вскоре задержала милиция. В декабре 2009 года следствие завершило расследование дела вандалов, разрушивших памятник, и передало материалы в Балаклавский районный суд. В июле 2010 года Балаклавский районный суд приговорил обвиняемых Эдуарда Аракеляна и Андрея Ганина к трём годам лишения свободы каждого за разрушение мемориального комплекса.
В начале весны 2010 года глава администрации Балаклавского района Николай Харута распорядился приступить к восстановлению монумента. Вскоре памятник был отремонтирован. Севастопольская городская государственная администрация пообещала провести полную реставрацию памятника. В мае в канун Дня Победы памятник был восстановлен. В мае 2011 года состоялось торжественное открытие памятника. На открытии памятника выступили председатель Севастопольской организации Конгресса азербайджанцев Украины (КАУ) Адиль Джаббаров, вручивший руководству Балаклавского района письма благодарности, а также заместитель главы Балаклавской райгосадминистрации Сергей Резниченко, член правления Севастопольской организации КАУ Идаят Мусаев, член правления Крымской азербайджанской общины, депутат Железнодорожного районного совета Симферополя Мейдан Шамилов, член Союза азербайджанской молодежи Крыма при КАО Низами Умбатов, гости из Азербайджана и др.